# Joe Evans
Joe Evans (Pensacola, Florida, 7 de octubre de 1916 − Richmond, Virginia, 17 de enero de 2014) fue un músico de jazz. Como saxo alto, actuó con los big bands de Jay McShann (junto con Charlie Parker), Jimmy Forrest, Gene Ramey, Don Redman y Louis Armstrong.
En 1944, grabó con Mary Lou Williams, como miembro de un grupo que incluía a Coleman Hawkins.
A comienzos de 1945, grabó liderando un grupo que incluía a Jesse Drakes, Duke Jordan, Gene Ramey, J. C. Heard y Etta Jones.
A finales de ese mismo año, y en 1946, grabó como miembro de la orquesta de Andy Kirk, junto con Fats Navarro, Reuben Phillips, Jimmy Forrest, Eddie "Lockjaw" Davis, Hank Jones, Floyd Smith, Al Hall y Ben Thigpen.
Asimismo, tocó y grabó con Cab Calloway, Billie Holiday, Bill "Bojangles" Robinson y Lionel Hampton.
En 2008, la University of Illinois Press editó su autobiografía, Follow your heart.